# Go Fish Pictures
Go Fish Pictures era una compañía de producción y distribución de cine estadounidense y una división de DreamWorks SKG. 

## Historia
Fue fundada en 2000 para producir y publicar cine de arte y ensayo, independiente y películas extranjeras. La división experimentó éxito con las películas anime Millennium Actress y Ghost in the Shell 2: Innocence en 2003 y 2004, respectivamente, lo que les llevó a aventurarse en la publicación de películas de acción en vivo con el lanzamiento de The Chumscrubber.
Sin embargo, The Chumscrubber fue un fracaso comercial y de crítica, lo que llevó a DreamWorks a cerrar la división en 2007, poco después del lanzamiento de la película japonesa Casshern.